# Saint-Flour (quận)
Quận Saint-Flour là một quận của Pháp, nằm ở tỉnh Cantal, ở vùng Auvergne-Rhône-Alpes. Quận này có 9 tổng và 109 xã.

## Các đơn vị hành chính

### Các tổng
Các tổng của quận Saint-Flour là: 
1. Allanche
2. Chaudes-Aigues
3. Condat
4. Massiac
5. Murat
6. Pierrefort
7. Ruynes-en-Margeride
8. Saint-Flour-Nord
9. Saint-Flour-Sud

### Các xã
Các xã của quận Saint-Flour, và mã INSEE là: 
| 1. Albepierre-Bredons (15025)            | 2. Allanche (15001)                     | 3. Alleuze (15002)               | 4. Andelat (15004)                 |
| 5. Anglards-de-Saint-Flour (15005)       | 6. Anterrieux (15007)                   | 7. Auriac-l'Église (15013)       | 8. Bonnac (15022)                  |
| 9. Brezons (15026)                       | 10. Celles (15031)                      | 11. Celoux (15032)               | 12. Chaliers (15034)               |
| 13. Chalinargues (15035)                 | 14. Chanterelle (15040)                 | 15. Charmensac (15043)           | 16. Chastel-sur-Murat (15044)      |
| 17. Chaudes-Aigues (15045)               | 18. Chavagnac (15047)                   | 19. Chazelles (15048)            | 20. Cheylade (15049)               |
| 21. Clavières (15051)                    | 22. Coltines (15053)                    | 23. Condat (15054)               | 24. Coren (15055)                  |
| 25. Cussac (15059)                       | 26. Cézens (15033)                      | 27. Deux-Verges (15060)          | 28. Dienne (15061)                 |
| 29. Espinasse (15065)                    | 30. Faverolles (15068)                  | 31. Ferrières-Saint-Mary (15069) | 32. Fridefont (15073)              |
| 33. Gourdièges (15077)                   | 34. Jabrun (15078)                      | 35. Joursac (15080)              | 36. La Chapelle-Laurent (15042)    |
| 37. La Chapelle-d'Alagnon (15041)        | 38. La Trinitat (15241)                 | 39. Lacapelle-Barrès (15086)     | 40. Landeyrat (15091)              |
| 41. Lastic (15097)                       | 42. Laurie (15098)                      | 43. Lavastrie (15099)            | 44. Laveissenet (15100)            |
| 45. Laveissière (15101)                  | 46. Lavigerie (15102)                   | 47. Le Claux (15050)             | 48. Les Ternes (15235)             |
| 49. Leyvaux (15105)                      | 50. Lieutadès (15106)                   | 51. Lorcières (15107)            | 52. Loubaresse (15108)             |
| 53. Lugarde (15110)                      | 54. Malbo (15112)                       | 55. Marcenat (15114)             | 56. Marchastel (15116)             |
| 57. Massiac (15119)                      | 58. Maurines (15121)                    | 59. Mentières (15125)            | 60. Molompize (15127)              |
| 61. Molèdes (15126)                      | 62. Montboudif (15129)                  | 63. Montchamp (15130)            | 64. Montgreleix (15132)            |
| 65. Murat (15138)                        | 66. Narnhac (15139)                     | 67. Neussargues-Moissac (15141)  | 68. Neuvéglise (15142)             |
| 69. Oradour (15145)                      | 70. Paulhac (15148)                     | 71. Paulhenc (15149)             | 72. Peyrusse (15151)               |
| 73. Pierrefort (15152)                   | 74. Pradiers (15155)                    | 75. Rageade (15158)              | 76. Roffiac (15164)                |
| 77. Ruynes-en-Margeride (15168)          | 78. Rézentières (15161)                 | 79. Saint-Amandin (15170)        | 80. Saint-Bonnet-de-Condat (15173) |
| 81. Saint-Flour (15187)                  | 82. Saint-Georges (15188)               | 83. Saint-Just (15195)           | 84. Saint-Marc (15197)             |
| 85. Saint-Martial (15199)                | 86. Saint-Martin-sous-Vigouroux (15201) | 87. Saint-Mary-le-Plain (15203)  | 88. Saint-Poncy (15207)            |
| 89. Saint-Rémy-de-Chaudes-Aigues (15209) | 90. Saint-Saturnin (15213)              | 91. Saint-Urcize (15216)         | 92. Sainte-Anastasie (15171)       |
| 93. Sainte-Marie (15198)                 | 94. Soulages (15229)                    | 95. Ségur-les-Villas (15225)     | 96. Sériers (15227)                |
| 97. Talizat (15231)                      | 98. Tanavelle (15232)                   | 99. Tiviers (15237)              | 100. Ussel (15244)                 |
| 101. Vabres (15245)                      | 102. Valjouze (15247)                   | 103. Valuéjols (15248)           | 104. Vernols (15253)               |
| 105. Vieillespesse (15259)               | 106. Villedieu (15262)                  | 107. Virargues (15263)           | 108. Vèze (15256)                  |
| 109. Védrines-Saint-Loup (15251)         |                                         |                                  |                                    |